# زنبورها و مواد شیمیایی سمی

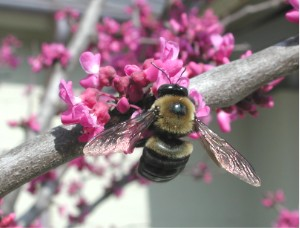
یک زنبور نر زنبور درودگر شرقی (زنبور نجار شرقی) روی گل ردباد (ارغوان کانادایی)

زنبورها می‌توانند از اثرات جدی مواد شیمیایی سمی موجود در محیط خود رنج ببرند. این مواد شامل مواد شیمیایی مصنوعی مختلف، به ویژه حشره‌کش‌ها، و همچنین انواع مواد شیمیایی طبیعی از گیاهان، مانند اتانول حاصل از تخمیر مواد آلی، می‌شوند. مسمومیت زنبور عسل می‌تواند ناشی از قرار گرفتن در معرض اتانول حاصل از شهد تخمیر شده، میوه‌های رسیده و مواد شیمیایی مصنوعی و طبیعی موجود در محیط باشد.
اثرات الکل بر زنبورها به اندازه کافی شبیه به تأثیر الکل بر سلامتی است که از زنبورهای عسل به عنوان مدلی برای مسمومیت با اتانول در انسان استفاده شده است. متابولیسم زنبورها و انسان‌ها به اندازه‌ای متفاوت است که زنبورها می‌توانند با خیال راحت شهد گیاهانی را که حاوی ترکیبات سمی برای انسان هستند، جمع‌آوری کنند. عسل تولید شده توسط زنبورها از این شهدهای سمی در صورت مصرف توسط انسان می‌تواند سمی باشد. علاوه بر این، فرآیندهای طبیعی می‌توانند مواد سمی را به عسل تولید شده از شهد غیرسمی وارد کنند.

## اتانول

### اثرات مسمومیت

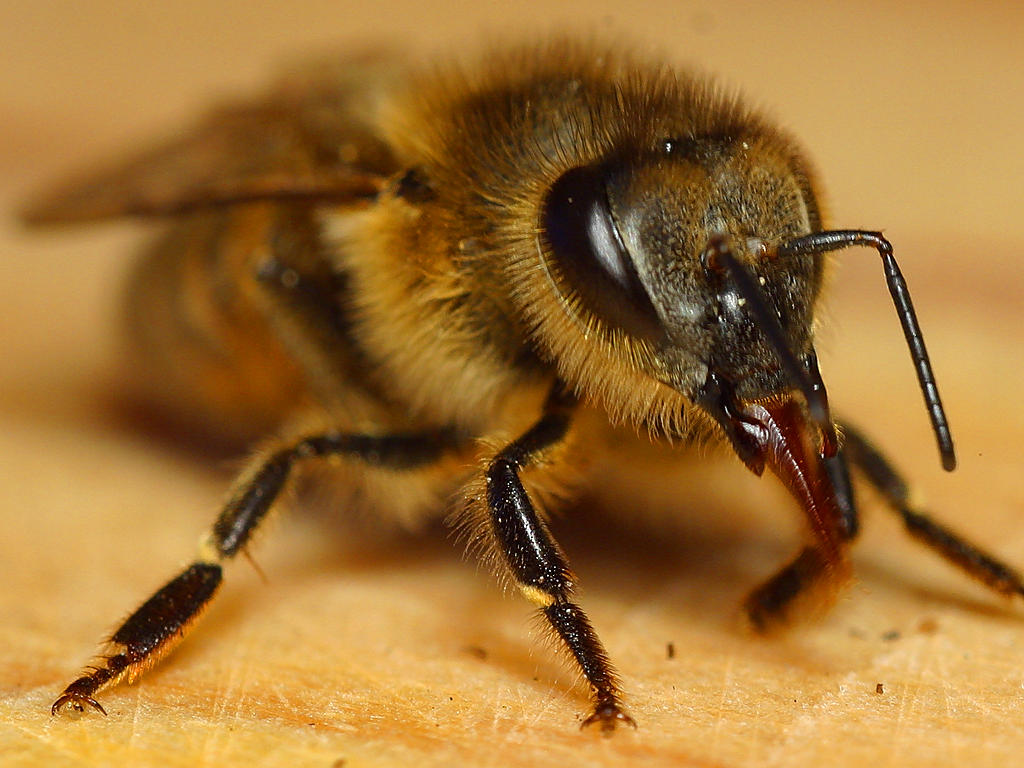
زنبوری که خرطوم خود را نشان می‌دهد

ورود برخی مواد شیمیایی - مانند اتانول یا آفت‌کش‌ها یا مواد بیوشیمیایی سمی دفاعی تولید شده توسط گیاهان - به محیط زندگی زنبور عسل می‌تواند باعث شود زنبور عسل رفتار غیرطبیعی یا غیرمعمول و سردرگمی از خود نشان دهد. در مقادیر کافی، چنین مواد شیمیایی می‌توانند زنبور را مسموم کرده و حتی بکشند. اثرات الکل بر زنبورها مدت‌هاست که شناخته شده است. برای مثال، جان کامینگ این اثر را در یک نشریه در سال ۱۸۶۴ در مورد زنبورداری شرح داد.
وقتی زنبورها با مصرف اتانول یا سایر مواد شیمیایی مسموم می‌شوند، تعادل آنها تحت تأثیر قرار می‌گیرد. گروه چارلز آبرامسون در دانشگاه ایالتی اوکلاهما، زنبورهای مست را روی چرخ‌های متحرک قرار دادند، جایی که آنها مشکلات حرکتی را نشان دادند. آنها همچنین زنبورهای عسل را در جعبه‌های شاتل قرار دادند که از یک محرک برای تشویق زنبورها به حرکت استفاده می‌کردند و دریافتند که با مست‌تر شدن، تحرک آنها کمتر می‌شود.
زنبور عسل مست اغلب خرطوم خود را دراز می‌کند. زنبورهای مست زمان بیشتری را صرف پرواز می‌کنند. اگر زنبور عسل به اندازه کافی مست شود، قادر به راه رفتن نخواهد بود. زنبورهای مست معمولاً حوادث پرواز بیشتری دارند. بعضی از زنبورهایی که اتانول مصرف می‌کنند، آنقدر مست می‌شوند که نمی‌توانند راه برگشت به کندو را پیدا کنند و در نتیجه می‌میرند. بوزیچ و همکاران (۲۰۰۶) دریافتند که مصرف الکل توسط زنبورهای عسل، رفتارهای جستجوی غذا و اجتماعی را مختل می‌کند و اثرات مشابهی با مسمومیت با حشره‌کش‌ها دارد. بعضی از زنبورها پس از مصرف الکل پرخاشگرتر می‌شوند.
قرار گرفتن در معرض الکل می‌تواند تأثیر طولانی‌مدتی بر زنبورها داشته باشد و تا ۴۸ ساعت ادامه یابد. این پدیده در مگس‌های میوه نیز مشاهده می‌شود و به انتقال‌دهنده عصبی اکتاپامین در مگس‌های میوه مرتبط است که در زنبورها نیز وجود دارد.

### زنبورها به عنوان مدل‌های مستی با اتانول
در سال ۱۹۹۹، دیوید سندمن پیشنهاد کرد که مدل‌های مستی زنبور عسل ممکن است برای درک مسمومیت با اتانول در مهره‌داران، با توجه به همولوژی و همگرایی سیستم‌های عصبی حشرات و مهره‌داران، ارزشمند باشند.
به زنبورها محلول اتانول خورانده می‌شود و رفتار آنها مشاهده می‌گردد. محققان زنبورها را در مهار قرار می‌دهند و غلظت‌های مختلفی از الکل را در محلول‌های قندی به آنها می‌دهند. آزمایش‌های مربوط به حرکت، جستجوی غذا، تعامل اجتماعی و پرخاشگری انجام می‌شود؛ عملکرد آنها مانند انسان مختل می‌شود. همچنین اثر متقابل زنبورها با آنتابوز (دی سولفیرام، درمانی برای اعتیاد به الکل) مورد آزمایش قرار گرفته است.

## قرار گرفتن زنبور عسل در معرض سایر مواد شیمیایی سمی و مست کننده

### مواد شیمیایی مصنوعی
زنبورها می‌توانند به شدت و حتی به‌طور کشنده‌ای تحت تأثیر آفت‌کش‌ها، کودها، سولفات مس (کشنده‌تر از اسپینوساد)، و سایر مواد شیمیایی که انسان به محیط زیست وارد کرده است، قرار گیرند.
این مشکل نگرانی فزاینده‌ای را برانگیخته است. برای مثال، محققان دانشگاه هوهنهایم در حال مطالعه چگونگی مسمومیت زنبورها در اثر قرار گرفتن در معرض مواد ضدعفونی‌کننده بذر هستند. در فرانسه، وزارت کشاورزی یک گروه متخصص، کمیته علمی و فنی برای مطالعه چند عاملی روی زنبورها (CST)، را مأمور کرد تا اثرات مست‌کننده و گاهی کشنده مواد شیمیایی مورد استفاده در کشاورزی بر روی زنبورها را بررسی کند. محققان مؤسسه تحقیقات زنبور عسل و دپارتمان شیمی و تجزیه و تحلیل مواد غذایی در جمهوری چک، اثرات مست کننده مواد شیمیایی مختلفی را که برای تیمار محصولات کلزای زمستانی استفاده می‌شوند، بررسی کرده‌اند. رومانی در سال ۲۰۰۲ دچار مسمومیت شدید زنبورها و مرگ و میر گسترده زنبورها در اثر مصرف دلتامترین شد. آژانس حفاظت محیط زیست ایالات متحده آمریکا استانداردهایی را برای آزمایش مواد شیمیایی برای مسمومیت زنبور عسل منتشر کرده است.

## برای مطالعهٔ بیشتر
- چگونه مسمومیت زنبورها را با آفت‌کش‌ها کاهش دهیم، دی.اف. مایر، سی.ای. یوهانسن، سی.آر. برد، PNW518، انتشارات ترویجی شمال غربی اقیانوس آرام، واشینگتن، اورگان، آیداهو، حق نشر ۱۹۹۹ دانشگاه ایالتی واشینگتن. شامل فهرست گسترده‌ای از مواد شیمیایی سمی مانند آفت‌کش‌ها است که بر زنبورها تأثیر می‌گذارند. (نسخه WSU 1999 از همان نشریه)